# Alex Russell
Alexander "Alex" Andrew Russell (Brisbane, 11 de desembre de 1987) és un actor australià.

## Primers anys de vida
Russell va néixer a Brisbane i va créixer a Rockhampton, Queensland. És fill del cirurgià Dr. Andrew Russell i de la infermera Frances Russell. Té un germà petit, Dominic, i una germana petita, Georgiana. Va acabar els estudis a la Rockhampton Grammar School el 2004 i després va assistir al National Institute of Dramatic Art (NIDA) a Sydney.

## Carrera
Russell va debutar a la pel·lícula del 2010 Wasted on the Young. El 2011, va aparèixer en dos curtmetratges, The Best Man i Halloween Knight. També va dirigir un curtmetratge, titulat Love and Dating in L.A., que va aparèixer a Peoples Showcase: Horror Edition d'El Rey Network.
El 2012, Russell va protagonitzar la pel·lícula de ciència-ficció Chronicle de Josh Trank, que va ser un èxit de crítica i comercial. Un any més tard, va aparèixer al remake de Kimberly Peirce de Carrie de Stephen Kin com Billy Nolan, un paper originat per John Travolta. El 2014, va protagonitzar la pel·lícula independent Believe Me.
Russell de 2017 fa el paper més important de la seva carrera Jim Street a S.W.A.T.

## Filmografia

### Cinema
| Any  | Títol               | Paper           |
| ---- | ------------------- | --------------- |
| 2010 | Almost Kings        | Hass            |
| 2010 | Wasted on the Young | Zack            |
| 2012 | Chronicle           | Matt Garetty    |
| 2012 | Bait                | Ryan            |
| 2013 | L'hoste             | Seeker Burns    |
| 2013 | Carrie              | Billy Nolan     |
| 2014 | Cut Snake           | Sparra Farrell  |
| 2014 | Belive me           | Sam Atwell      |
| 2014 | Unbroken            | Pete Zamperini  |
| 2016 | Goldstone           | Josh            |
| 2016 | Blood in the Water  | Percy           |
| 2017 | Rabbit              | Ralph           |
| 2017 | Jungle              | Kevin           |
| 2017 | Only the Brave      | Andrew Ashcraft |

### Televisió
| Any       | Títol         | Paper              | Notes                   |
| --------- | ------------- | ------------------ | ----------------------- |
| 2012      | NTSF:SD:SUV:: | Stewie Mears       | 1 episodi               |
| 2014      | Galyntine     | Roman              | Pel·lícula de televisió |
| 2017–2024 | S.W.A.T.      | James "Jim" Street | 86 episodis             |